# 鳞毛蓟
鳞毛蓟（学名：Cirsium ferum）是菊科蓟属的植物，是台灣的特有植物。分布在台灣本島，常生于山坡灌丛，目前尚未由人工引种栽培。